# Внешняя политика Финляндии
Внешняя политика Финляндии (фин. Suomen ulkopolitiikka) — содержание внешнеполитического курса Финляндии, сформулированного как «военное неприсоединение и самостоятельная оборона» (в 2013 году иностранная комиссия парламента отметила отсутствие актуальности данного утверждения). Финляндия последовательно выступает за укрепление дружественных отношений со всеми странами, прежде всего соседними, играет активную роль в общеевропейском процессе.
Финляндия член ООН с 1955 года (непостоянный член СБ ООН в 1969—1970 и 1989—1990 годах). С мая 1989 года — член Совета Европы, с января 1986 года — член ЕАСТ. С 1973 года имела соглашение с ЕЭС о свободной торговле, а в настоящий момент член ЕС. С 1956 года — член Северного Совета, имеет статус члена НАТО.
В соответствии с правительственной программой, Финляндия должна стать одной из ведущих стран мира по уровню развития кибербезопасности. В этой связи в марте 2012 года Финляндия участвовала в координируемых НАТО военных учениях среди 20 стран альянса на случай кибервойны.
В официальном докладе по вопросам внешней политики и безопасности Финляндии, опубликованном в 2016 году, указываются 15 главных аспектов международной политики, на которых правительство страны намерено делать упор в ближайшие годы. Речь идёт, в частности, об укреплении Евросоюза в качестве стратегического сообщества, усилении оборонного и военного сотрудничества со Швецией и США, а также о развитии отношений с Россией.

## Отношения с ЕС

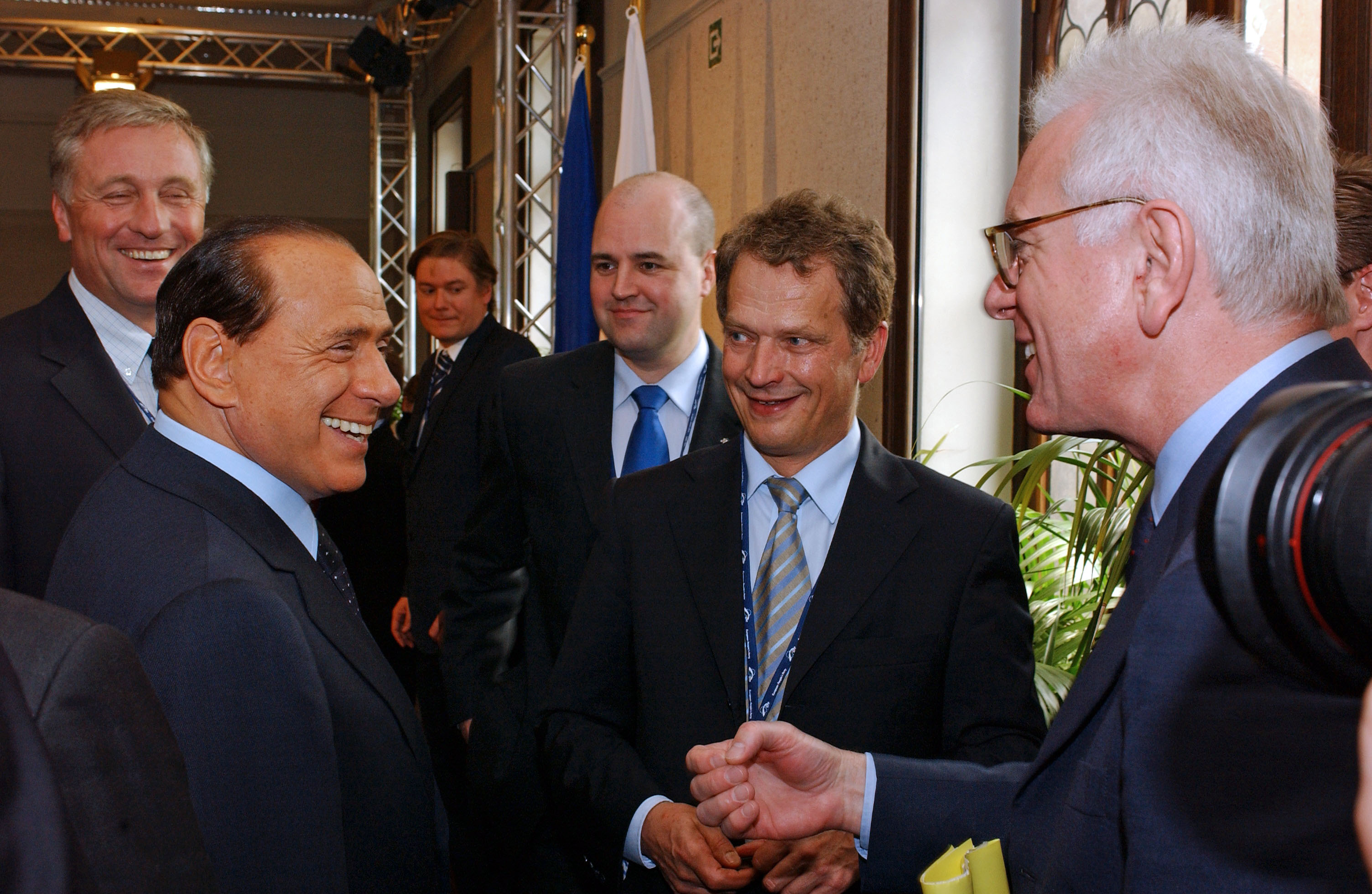
Саули Ниинистё и Сильвио Берлускони. Фотография 2005 года

В июне 1994 года было подписано соглашение о намерении Финляндии вступить в Европейский союз, в связи с чем 16 октября 1994 года вопрос окончательного вступления страны в ЕС обсуждался на общенациональном референдуме (автономная провинция Аландские острова 20 ноября проводила свой референдум) и утверждался Парламентом Финляндии. С 1 января 1995 года Финляндия — постоянный член ЕС.
По данным аналитического центра EVA, в 2012 году к членству Финляндии в ЕС положительно относится 55 % финнов (в 2011 году — только 37 %). Людей, требующих выхода Финляндии из ЕС, стало меньше, чем когда-либо за время членства Финляндии в ЕС. В рамках действовавшей в ЕС программы помощи малообеспеченным, ежегодно в Финляндии до 100 тысяч человек получали продовольственные пакеты гуманитарной помощи.
В декабре 2012 года часть оппозиционных партий (Истинные финны во главе с председателем Тимо Сойни и Центр) высказались за проведение общенационального референдума по вопросу отношения Финляндии к ЕС и будущему еврозоны, но большинство парламентариев не поддержали данную инициативу.
С 1 июля по 31 декабря 2019 года Финляндия председательствовала в Европейском союзе. За этот период Финляндией был подготовлен бюджет ЕС на период 2021—2027; кроме того, ей удалось согласовать с большинством стран Союза проект «Европейский зелёный курс», который представляет собой программу экономических реформ по улучшению экологии в Европе и предотвращению климатических изменений в мире. В то же время ряд проблем, которыми Финляндия активно занималась в эти полгода, так и не удалось решить: так, не удалось найти единого подхода стран ЕС в миграционной политике, — и, несмотря на все усилия, не удалось начать официальных переговоров о вступлении в ЕС Северной Македонии и Албании.

## Отношения с НАТО
В октябре 1993 года премьер-министр Финляндии Эско Ахо на встрече в Брюсселе с генеральным секретарём НАТО Манфредом Вёрнером заявил, что «Финляндия вполне удовлетворена своим нынешним статусом наблюдателя в Организации Североатлантического договора и тем диалогом, который ведётся с НАТО», вместе с тем, с 1993 года страна принимает участие в невоенной части манёвров НАТО в Балтийском море, касающейся отработки международного взаимодействия в аварийно-спасательных работах. В этой связи, 9 мая 1994 года министр иностранных дел Финляндии Хейкки Хаависто подписал рамочный документ о присоединении Финляндии к программе НАТО «Партнерство ради мира», которое ограничивается сферой миротворческой деятельности, проведением поисковых, спасательных и гуманитарных операций, мерами по защите окружающей среды.
Высказывание начальника Генштаба Вооруженных сил России, генерала Николая Макарова во время его визита в Финляндию в 2012 году о том, что возможное членство Финляндии в НАТО представляет потенциальную угрозу для безопасности России, вызвало оживлённую дискуссию в стране, а Генеральный секретарь НАТО Андерс Фог Расмуссен в этой связи подчеркнул, что Россия не должна вмешиваться в решение Финляндии о возможном вступлении в члены военного альянса. В это же время, марте и октябре 2012 года, ВВС Финляндии участвовали в учениях НАТО в небе Балтики, но обсуждавшийся ранее вопрос о возможности совместного со Швецией патрулирования воздушного пространства Исландии до настоящего времени ещё не принят. Премьер-министр России Дмитрий Медведев в ходе своего визита в Финляндию в ноябре 2012 года заявил, что «возможное участие Финляндии в патрулировании воздушных границ Исландии — внутреннее дело Финляндии».
В 2010—2011 годах, по опросам общественного мнения, 70 % граждан Финляндии возражали против членства страны в военном альянсе НАТО, но на начало 2014 года число противников вхождения в НАТО составляло уже 59 %, а число сторонников — 22 %.
Дискуссия о вступлении в НАТО существенно активизировалась в связи с аннексией Крыма Россией. В целом аргументация тех, кто выступает за вступление в НАТО, сводится к тому, что альянс сможет защитить Финляндию от агрессии со стороны России. Противники вступления в НАТО говорят о том, что именно желание вступить в альянс может привести к ухудшению отношений с Россией и спровоцировать агрессию. 15 апреля 2014 года премьер-министр Финляндии Юрки Катайнен заявил, что в нынешних условиях Финляндия и Швеция должны вступить в НАТО, вместе с тем признав, что его позиция одобряется меньшинством в парламенте страны.
В 2016 году начата работа над докладом о внешней политике и политике безопасности Финляндии, в котором будут оценены возможные последствия вступления страны в НАТО. В состав рабочей группы вошли: глава Внешнеполитического института Тейя Тииликайнен, бывший посол в России и Германии Рене Нюберг, а также бывший посол Швеции в Финляндии Матс Бергквист и председатель Международного института стратегических исследований и Женевского центра политики безопасности Франсуа Эйсбур; одновременно активизированы дискуссии о военной угрозе со стороны России. Доклад был представлен 29 апреля министру иностранных дел Тимо Сойни и опубликован на сайте МИДа Финляндии.
В 2022 году, после вторжения России на Украину, Финляндия заявила о намерении пересмотреть статус нейтральной страны в пользу НАТО. 17 мая того же года страна официально подала заявку на членство в НАТО.
4 апреля 2023 года Финляндия стала 31-м членом НАТО.

## Отношения с Россией

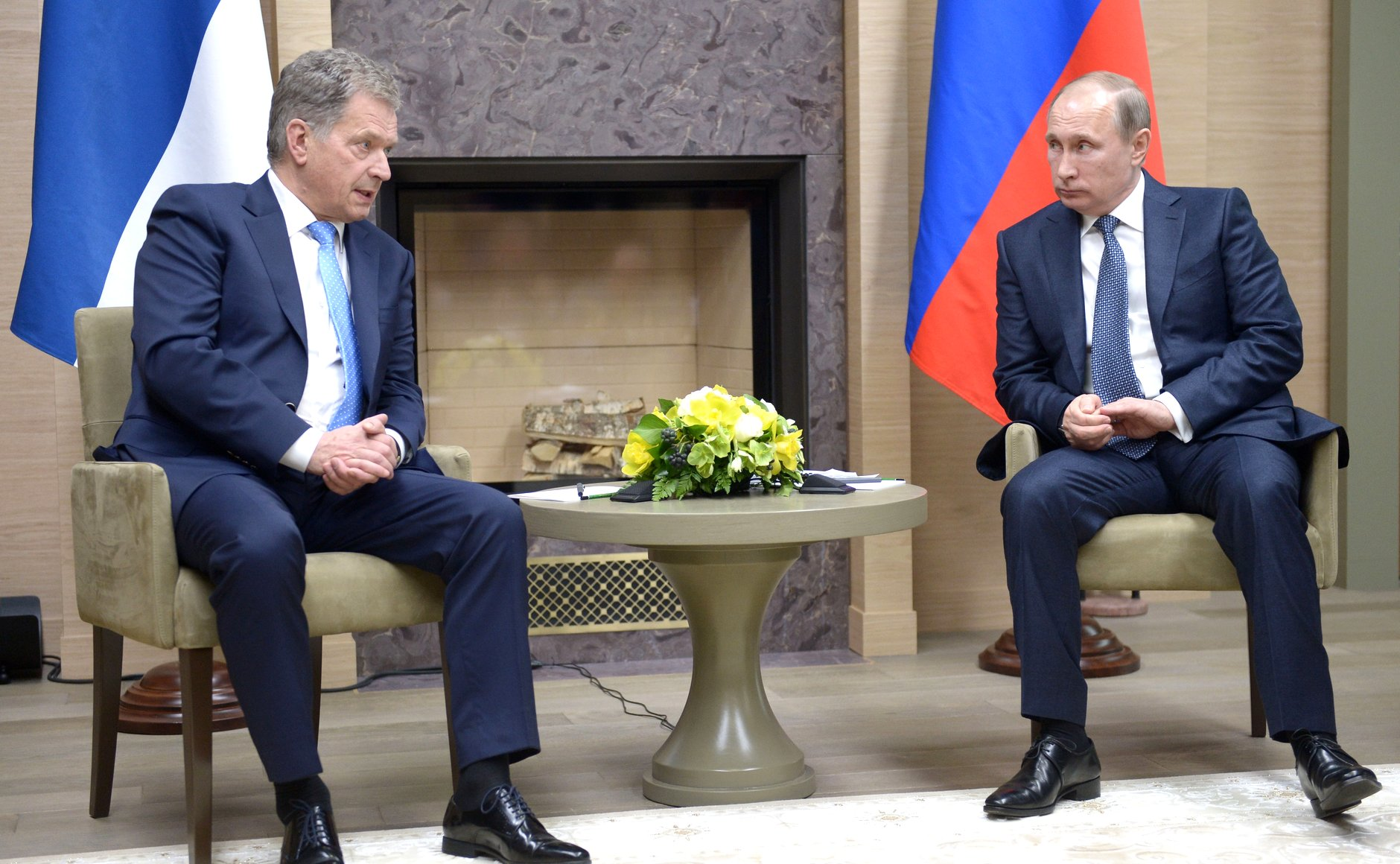
Встреча Саули Нийнистё с Владимиром Путиным в Ново-Огарёво 22 марта 2016 года

В 1991 году Финляндия расторгла Договор о дружбе, сотрудничестве и взаимопомощи с СССР, а в 1992 году между Россией и Финляндией был заключён Договор об основах отношений. На конец 2014 года в двадцати двух городах России будут действовать визовые центры Финляндии. Поддерживаются регулярные контакты на высшем уровне. В июле 1992 года президент России Борис Ельцин совершил первый официальный визит в Финляндию, а в марте 1994 года страну посетил Председатель правительства Виктор Черномырдин. В мае 1994 года первый визит в Россию осуществил президент Финляндии Мартти Ахтисаари.
Высшее руководство Финляндии приветствовало подписание Соглашения о партнёрстве и сотрудничестве между Россией и Евросоюзом и заверило, что будет и впредь прилагать усилия для обеспечения добрососедства с Россией, последовательно поддерживать политику реформ в России.
Упор в развитии практического сотрудничества с Россией Финляндия делает на сопредельных территориях — Санкт-Петербургом, Республикой Карелией, Ленинградской и Мурманской областями. За сохранение визового режима с Россией выступила почти четверть опрошенных финнов, опасающихся усиления криминогенности в Финляндии. По опросам 2014 года, 43 % населения Финляндии, а также ~ 70 % работающих на руководящих позициях, считают Россию большой угрозой для страны.

## Отношения с США
По мнению руководителя программ Института внешней политики Мика Аалтола, с 2012 года, с приходом к управлению страной Саули Нийнистё, отношения с США стали более тесными, интенсифицировались контакты на высшем уровне.
Осенью 2016 года запланировано подписание двустороннего договора о сотрудничестве в оборонной сфере.

## Отношения с Швецией
Связи Финляндии со Швецией по сравнению с другими странами являются наиболее тесными — это проявляется и в политической, и в оборонной, и в экономической, и в культурной областях.

## Отношения с Эстонией
После проведения в Москве встречи между президентом России Борисом Ельциным и президентом Эстонии Леннартом Мери и подписанием договорённостей о выводе российских войск с территории прибалтийских стран, финское правительство осенью 1993 года приняло решение о выделении Эстонии льготного кредита на сумму в 50 млн финских марок на строительство на территории России жилья для выводимых из Прибалтики российских войск.
В марте 2012 года новый командующий Силами обороны Эстонии бригадный генерал Рихо Террас призывал Финляндию стать членом НАТО, а президент Эстонии Тоомас Хендрик Ильвес 10 января 2013 года пригласил Финляндию присоединиться к деятельности создаваемого в Таллине Центра по киберобороне, открытого для партнёров по НАТО. В 2016 году глава МИД Финляндии Тимо Сойни упомянул Эстонию в качестве основного партнёра страны наряду со Швеций.

## Региональное сотрудничество
Финляндия активно сотрудничает с деятельностью Совета государств Балтийского моря, проявляя особую заинтересованность в развитии общебалтийского сотрудничества в деле укрепления ядерной и радиационной безопасности, плодотворно сотрудничает с российской стороной в вопросах повышения безопасности эксплуатации АЭС.
Уделяет внимание предотвращению неконтролируемой миграции в регионе, прежде всего из России, является инициатором международных встреч и конференций по этим вопросам. По опросам общественного мнения, рост числа иммигрантов в Финляндии стал беспокоить финнов меньше (в 2011 году таковых было 38 %, в 2010 году — 51 %).
Финляндия последовательно поддерживает российскую инициативу о создании в СГБМ поста комиссара по правам человека и делам национальных меньшинств.
Участвует в деятельности Совета Баренцева/Евроарктического региона и выступает за развитие связей структур северного сотрудничества (Северный совет, Совет Министров Северных Стран, Северный инвестиционный банк и др).

## Финляндия и ОБСЕ
Финляндия заинтересована в укреплении общеевропейского процесса, отдаёт ему приоритет в деле обеспечения безопасности на континенте, выступает за развитие взаимодействия ОБСЕ с другими авторитетными международными организациями.

## Финляндия и ООН
Финляндия является членом ООН с 1955 года и наиболее активна в вопросах миротворческой деятельности организации, поддерживая инициативы учреждения спецфонда для финансирования деятельности ООН по поддержанию мира и участвуя практически во всех ОПМ, в том числе на территории бывшей Югославии. Оказывает содействие в обучении российских военнослужащих для службы в составе международных миротворческих сил. Вместе с тем Финляндия воздерживается от участия в таких миротворческих усилиях международного сообщества, которые предполагают применение силы, так как для этого отсутствует соответствующее финское законодательство.
Совместно с другими северными странами Финляндия прилагает много усилий по реформированию социально-экономического сектора деятельности ООН, структурной реорганизации ЭКОСОС с тем, чтобы добиться большей отдачи от выделяемой по линии ООН и её специализированных учреждений помощи развивающимся странам.
Финляндия выступает за повышение эффективной работы СБ ООН, полагая в этой связи целесообразным расширения состава членов СБ ООН. Претендовала на непостоянное членство в СБ ООН в период 2012—2013 годов.
Член ЮНЕСКО (специализированного учреждения ООН по вопросам образования, науки и культуры) с 1956 года. Член исполнительного совета этой организации в 1997 по 2001 год и с 2017 по 2021 год.